# Papa Malick Diop (calciatore)
Papa Malick Diop (Cherif Lo, 29 dicembre 1974) è un ex calciatore senegalese, di ruolo difensore.

## Palmarès

### Club

#### Competizioni nazionali
- Campionato senegalese: 1

Jeanne d'Arc: 1999
- Coppa Principe Faysal Bin Fahd: 1

Al-Nassr: 1997-1998

#### Competizioni internazionali
- Coppa delle Coppe dell'AFC: 1

Al-Nassr: 1997-1998